# Exorhabdus mtesa
Exorhabdus mtesa är en skalbaggsart som först beskrevs av César Marie Félix Ancey 1882.  Exorhabdus mtesa ingår i släktet Exorhabdus och familjen stumpbaggar. Inga underarter finns listade i Catalogue of Life.